# Live At Wacken: The Reunion
Live at Wacken: The Reunion es un álbum en vivo + DVD del grupo Twisted Sister lanzado en 2005.
Este trabajo, lanzado por Drakkar Records, consiste en un CD con 11 pistas de audio, más 25 pistas de vídeo.
Las canciones de audio incluyen viejo material de archivo grabado en vivo en 1980 en varias ciudades de EE. UU., una canción grabada en el Marquee de Londres en diciembre de 1982, y parte de su presentación en el festival Wacken Open Air, en Alemania, el 2 de agosto de 2003.
La sección DVD también incluye entrevistas a la banda.

## Contenido

### DVD
1. Intro / What You Don’t Know (Sure Can’t Hurt You)
2. In the Beginning
3. The Final Show... 1987
4. The Kids Are Back
5. Stay Hungry
6. The Speaks Reunion
7. A Night for Jason
8. Destroyer
9. Like a Knife in the Back
10. VH1 Behind the Music
11. The New York Steel Benefit
12. Under the Blade
13. Old School Returns
14. You Can’t Stop Rock and Roll
15. The Fire Still Burns
16. The U.S.O. Tour of South Korea April 2003
17. Shoot ‘Em Down
18. We’re Not Gonna Take It
19. Festivals
20. The Price
21. Reflections
22. Burn in Hell
23. I Wanna Rock
24. Intro of Band SMF
25. Credits

### CD
1. Bad Boys of Rock ‘N’ Roll
2. Born to Be Wild
3. I’ll Never Grow Up
4. You Know I Cry
5. You Can’t Stop RNR
6. What You Don’t Know
7. Kids Are Back
8. Stay Hungry
9. Knife in the Back
10. I Am I’m Me
11. The Fire Still Burns